# Весна Секулић
Весна Секулић (Топола, 7. новембар 1953) српски је лекар и писац. 

## Биографија
Девојачко презиме јој је Вуловић. Основну школу, гимназију и Медицински факултет завршила је у Београду. Мајка је троје деце и бака четири унука. Живи и ради у Београду.
Песме и кратке приче пише још од школских дана. Члан је Удружења књижевника Србије, Удружења лекара писаца Видар, јединственог удружења у свету, чији је председник била у периоду од 2017. до 2021. године, Удружења писаца Поета и Удружења книжевника Зенит из Подгорице.
Песме и приче су јој објављиване у више десетина домаћих и међународних зборника, у часописима у Србији и региону и у антологијама. За своје радове добијала је награде и похвале. Њене књиге се налазе у сталној поставци Музеја Српског лекарског друштва у Нишу. 

## Дела
Збирке поезије
- „Радуј се“,
- „Љубав побеђује“,
- „Поздрави јутро“,
- „Књига незаборава“,
- „Сањати а будан бити“,
- „Ипак у небо погледам често“,
- „Обарај са животом руку“,
- „Причај бако“ - збирка песама за децу,
- „Путују речи“.

Збирке кратких прича
- „И то се догађа“,
- „Зашто ти ово говорим“,
- „Црвени руж“.

Поред ових дела написала је и књигу популарне медицине „Није тешко бити здрав“ (коаутор др Јован Секулић).